# Fèlix de Toledo
Fèlix de Toledo o Fèlix de Sevilla (? - c. 700), va ser bisbe de Sevilla de finals del segle VII. L'any 693, per petició del rei visigot Égica, va reemplaçar a l'arquebisbe Sisberto de Toledo qui havia conspirat greument contra el rei i la reina buscant l'assassinat de tots dos, recolzant amb això les revoltes del noble rebel Suniefredo en els anys (692/693). El XVI Concili de Toledo celebrat el 25 d'abril de 693 el va confirmar com a arquebisbe de la seu toledana.
Va deixar escrita una breu biografia del seu antecessor a la seu toledana Sant Julià, Vita sancti Iuliani, que inclou una relació de les obres escrites per aquest.